# Cerco de Deir Zor (2014–2017)
O Cerco a Deir Zor foi um cerco, que perdurou de 2014 até setembro de 2017, imposto pelo Estado Islâmico do Iraque e do Levante (EIIL) contra distritos na cidade de Deir Zor controlados pelo Exército Árabe Sírio, com o objectivo de conquistar, totalmente, a cidade.

## Cerco

### 2014
A partir de setembro de 2014, o EIIL fez várias tentativas falhadas para conquistar a base aérea de Deir Zor. Durante os confrontos a 15 de setembro de 2014, a Ponte Siasiyya que ligava a área rural e a cidade foi destruída, e, após dúvidas sobre quem a destruiu, foi confirmada que foi explodida por engenheiros do Exército Árabe Sírio.
Em finais de outubro de 2014, o Exército lançou um ataque à Ilha de Sakr e, em dias, obteve significativos avanços, conquistando cerca de 90% da ilha. Após uma breve pausa, a ofensiva foi retomada um mês depois.
Nos inícios de dezembro de 2014, o EIIL lançou uma ofensiva sobre a base aérea militar de Deir Zor, e, apesar de inicialmente ter conseguido importantes avanços, o ataque foi repelido pelo Exército. Como consequência desta ofensiva, entre 68 a 200 militantes e 43 a 51 soldados morreram.

### 2015
A 5 de janeiro de 2015, o EIIL fechou todas as ruas, bem como cabos de fibra óptica e outros fios e linhas eléctricos que chegavam à zona controlado pelo governo sírio.
Em maio de 2015, ferozes combates entre o EIIL e o Exército emergiram, com o EIIL a conseguir conquistar a Ilha de Sakr. Com o avanço do EIIL sobre o resto da Síria e a conquista de Palmira, chegou-se a falar que o governo iria evacuar a cidade, o que não aconteceu.

### 2016
A 16 de janeiro de 2016, os militantes lançaram uma nova ofensiva sobre a cidade, usando bombistas suicidas, e, conseguiram conquistar dois bairros ao governo. Na sequência desta ofensiva, militares e famílias que estavam nestes bairros foram mortos pelos extremistas, com relatos de 440 mortos, incluindo civis e militares.
Entre março e junho de 2016, novos combates emergiram entre os militantes e o exército, com o Exército a conseguir conquistar os campos de petróleo de Thayyem, combinado com os ataques aéreos feitos pela Rússia, em julho de 2016, aliviaram a pressão sobre o Exército Sírio.
A 16 de setembro de 2016, a coligação internacional liderada pelos Estados Unidos, efectuou 37 ataques aéreos, durante uma hora, sobre posições controlados pelo governo sírio, e, como consequência, o EIIL conquistou a Montanha de Tharda. Inicialmente, oficiais dos EUA recusaram assumir responsabilidades, mas, depois, admitiram o erro nos ataques, e, afirmaram que os ataques pararam assim que se apercebeu que se estava a atacar posições do Exército Sírio.

### 2017

#### Avanços e recuos pelos dois lados
A meio de janeiro de 2017, o EIIL lançou uma nova ofensiva, com o objectivo de dividir a zona controlada pelo governo em duas, o que foi conseguido, após dois dias de combate. Duros combates perduram por um mês, mas, sem sucesso, para o Exército Sírio. Nestes combates, morreram mais de 400 pessoas, incluindo civis e militares.
A partir de abril de 2017, o Exército Sírio e o EIIL têm lançados sucessivos ataques e contra-ataques, com pequenos sucessos para as duas partes.

#### O Exército Sírio avança com força em direcção à cidade no verão
Durante maio e junho de 2017, o Exército Árabe Sírio estabeleceu controlo na maior parte nas zonas a sul de Raqqa e a leste de Qalamoun. Em meados de julho, as forças sírias lançaram uma ofensiva no centro da Síria contra os bastiões do EIIL nas províncias de Homs e Hama. Em 27 de agosto, o Exército Árabe Sírio lançou uma grande ofensiva ao longo da estrada de Sukhna-Deir Ez Zor. No dia seguinte, o Exército Árabe Sírio, com a ajuda de ataques aéreos russos, chegou a 66 km da cidade cercada. Na manhã de 29 de agosto, o Exército Árabe Sírio (EAS) e seus aliados lançaram um ataque surpresa na zona ocidental de Deir Ezzor, atacando a posição do EIIL na área estratégica de Panorama. Em 31 de agosto, o EAS estabeleceu controlo total sobre a montanha estratégica de Bishiri, a oeste da cidade de Deir Ezzor. A ofensiva do exército sírio foi acompanhada de significativos ataques aéreos russos nas posições do EIIL. A aviação síria e russa realizou um ataque aéreo no centro de comando do EIIL no distrito de Al-Rashdiyah de Deir Ezzor. Em 31 de agosto, o Exército Sírio, liderado pelas Forças Tigre, chegou a 50 quilómetros para Deir Ezzor, vindos de leste por Sukhna.

## Impactos
Segundo os últimos dados, cerca de 120 000 civis vivem nas zonas do governo, cercadas pelo ISIS, sem acesso a electricidade, necessitando de enormes doações de comida e água, lançadas pelo ar.